# آسیتستا
آسیتستا (نام علمی: Asytesta) نام یک سرده از تیره سوسکچه‌های خرطوم‌دار است.